# Giovanni Valentini
Giovanni Valentini (kolem 1582 – 29. nebo 30. dubna 1649) byl italský hudební skladatel, hráč na klávesové nástroje a básník. Pocházel pravděpodobně z Benátek a jeho učitelem byl zřejmě Giovanni Gabrieli. Působil v Polsku jako varhaník na dvoře Zikmunda III. Vasy, poté ve Štýrském Hradci na dvoře Ferdinanda II., tehdy štýrského vévody. Po zvolení Ferdinanda císařem se s jeho dvorem přesunul do Vídně, stal se zde dvorním kapelníkem a v tomto postavení setrval i za Ferdinanda III., jemuž v závěti odkázal své dílo. Byl prvním učitelem Johanna Kaspara Kerlla.